# 澳門垃圾焚化中心

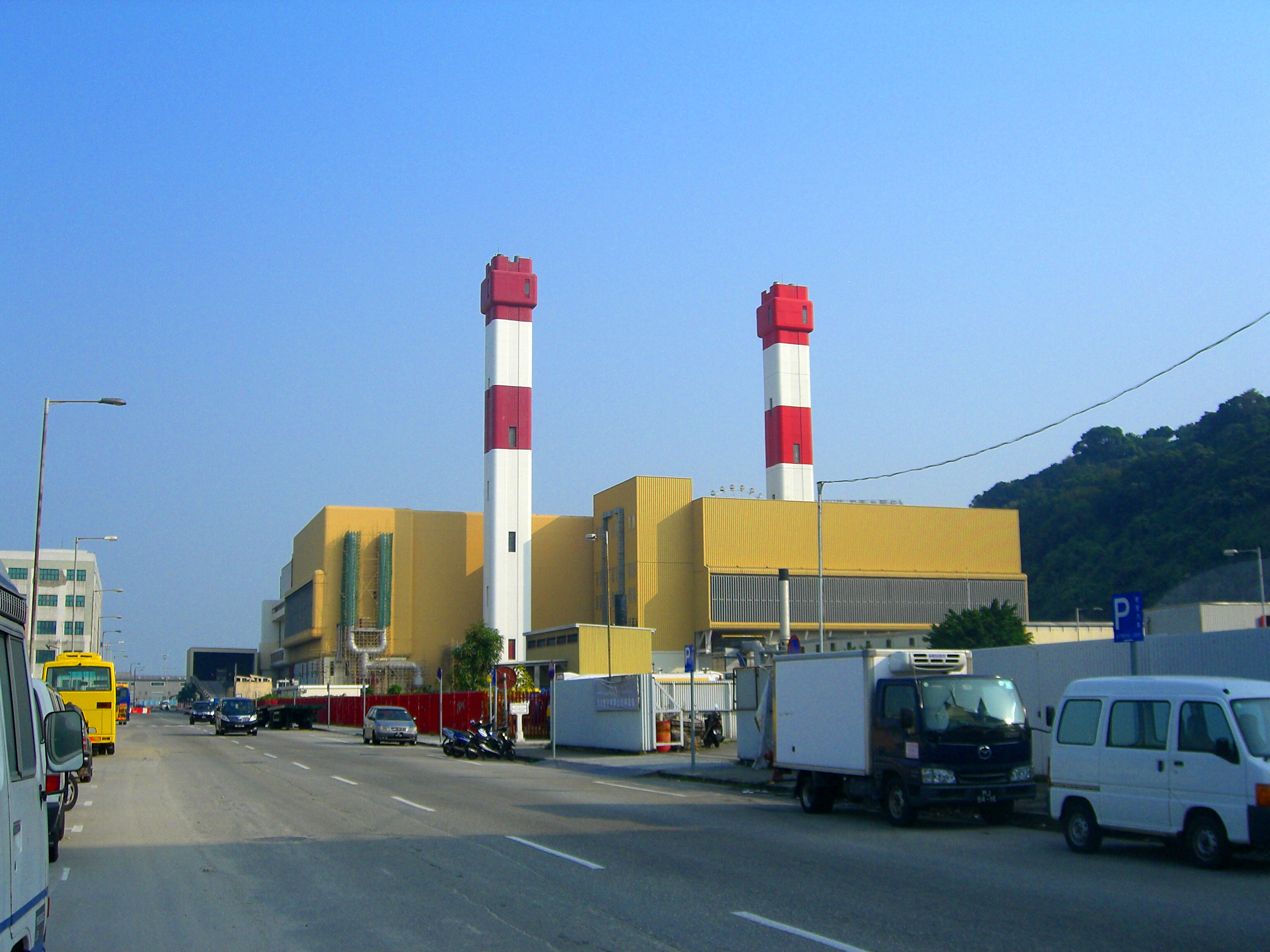
澳門垃圾焚化中心

22°9′39.6″N 113°34′21.1″E / 22.161000°N 113.572528°E
澳門垃圾焚化中心（葡萄牙語：Incineração de Resíduos Sólidos de Macau）是澳門目前主要的垃圾處理設施，位於氹仔北安工業區。佔地4萬平方公尺。現時由環境保護局管理。而建築廢料則由位於機場南聯絡橋以西，路環發電廠以北的建築廢料堆填區處理（2003年啟用）。

## 歷史
澳門早期的垃圾站位於沙梨頭，1925年因被指散播霍亂疫情而關閉。1948年以前垃圾會送到中國內地堆填。後來堆埋的工作在澳門西北部的鴨涌河進行，當年的堆填區就是今日的紀念孫中山市政公園，其他地點包括氹仔雞頸山以及路環石排灣。
1987年，政府決定改變政策，以「焚化為主，堆填為輔」。焚化中心首期耗資5.5億澳門元，於1989年開工、1992年投產。
2005年，由於舊廠房快將飽和，因而開始籌建新廠房，2008年第4季開始營運。
2009年12月19日，到澳參加澳門回歸十周年慶祝活動的中共中央總書記、國家主席胡錦濤視察焚化中心。

## 技術指標
舊廠房設有三座焚化爐，採用三菱馬丁逆推機械爐排爐。日總處理量864公噸。新廠房落成後有合共六座焚化爐運作，處理量也增加了一倍至日處理量1,728公噸。垃圾處理過程中產生的熱能用於發電，滿負荷運行時每小時約可產生28.7兆瓦的電力，其中約7兆瓦用於自身運行，其餘21.7兆瓦可輸送至公共電網。尾氣處理則以歐盟2000/76/EC指引為設計藍本。

## 管理
焚化中心最初由盛世集團旗下的、澳門衛生工程組織管理有限公司的子公司，澳門廢物處理有限公司（CGS — Macau Tratamento de Resíduos, Limitada）負責。2009年經營權批給由台灣中鼎集團旗下的中鼎工程股份有限公司及信鼎技術服務股份有限公司，聯合葡資的宏信集團（Consulgal）及其本地子公司（Consulasia）合作組成的（Consórcio CCSC — Incineração de Resíduos de Macau），合約為期十年。

## 澳門特殊和危險廢物處理站
處理站位於焚化中心旁邊，於2005年展開國際招標。2007年5月竣工及試行運作，並於2008年初正式投入服務。以高溫焚化處理技術，處理垃圾焚化中心不可處理之廢料，包括廢舊輪胎、固態及液態危險廢物、馬匹及狗隻等動物屍體及屠場廢料、醫療廢物、油渣沉澱物等各類特殊及危險廢物。最高日處理量為24公噸。處理站自2010年起的經營權批給信鼎技術服務股份有限公司與瑞鼎廢物處理有限公司聯合體。

## 爭議

### 焚化中心營運
2010年11月18日，澳亞衛視報導，有員工反映焚化中心管理不善。包括尾氣排放超過標準及舊廠房的安全衛生問題。當年5月甚至曾有危險廢物從特殊和危險廢物處理站轉至焚化中心處理，後經員工抗議方作罷。
環境保護局於翌日凌晨發出新聞稿，對有關報導「深表關注」。又強調特區政府一直嚴格監管承批公司的管理營運。至於焚化中心於今年5月短暫處理醫療垃圾的安排，原因是特殊和危險廢物處理站進行維修。局方已要求營運商就事件盡快在一星期內提交初步報告，同時將於明年對舊廠設備進行升級。中心方面亦於翌日召開記者會，承認新舊廠房的排放標準不一，而且尾氣排放的報告交給其委託的顧問公司，再由這顧問公司確認後向澳門政府提交報告，而環保局及政府所委托的顧問僅對其報告進行評估。另外，中心指有員工曾手握傳媒所報道的資料，要求營運公司晉升。該員工已被停職。

### 飛灰堆填處理
2010年11月27日，飛灰被揭發堆填處理不當。正報記者在前一天到路環九澳聖母馬路的堆填區現場調查，發現飛灰在無特別預處理、現場又無壓抑措施下傾倒。當日環境保護局安排記者參觀後表示會要求堆填區的專營廠商就環境衛生及安全問題作出改善，亦會持續優化監管機制。
11月29日，環境保護局宣佈完成焚化爐舊廠升級前，將以新廠為主力，並將飛灰密封處理。